# Taunusstraße 4

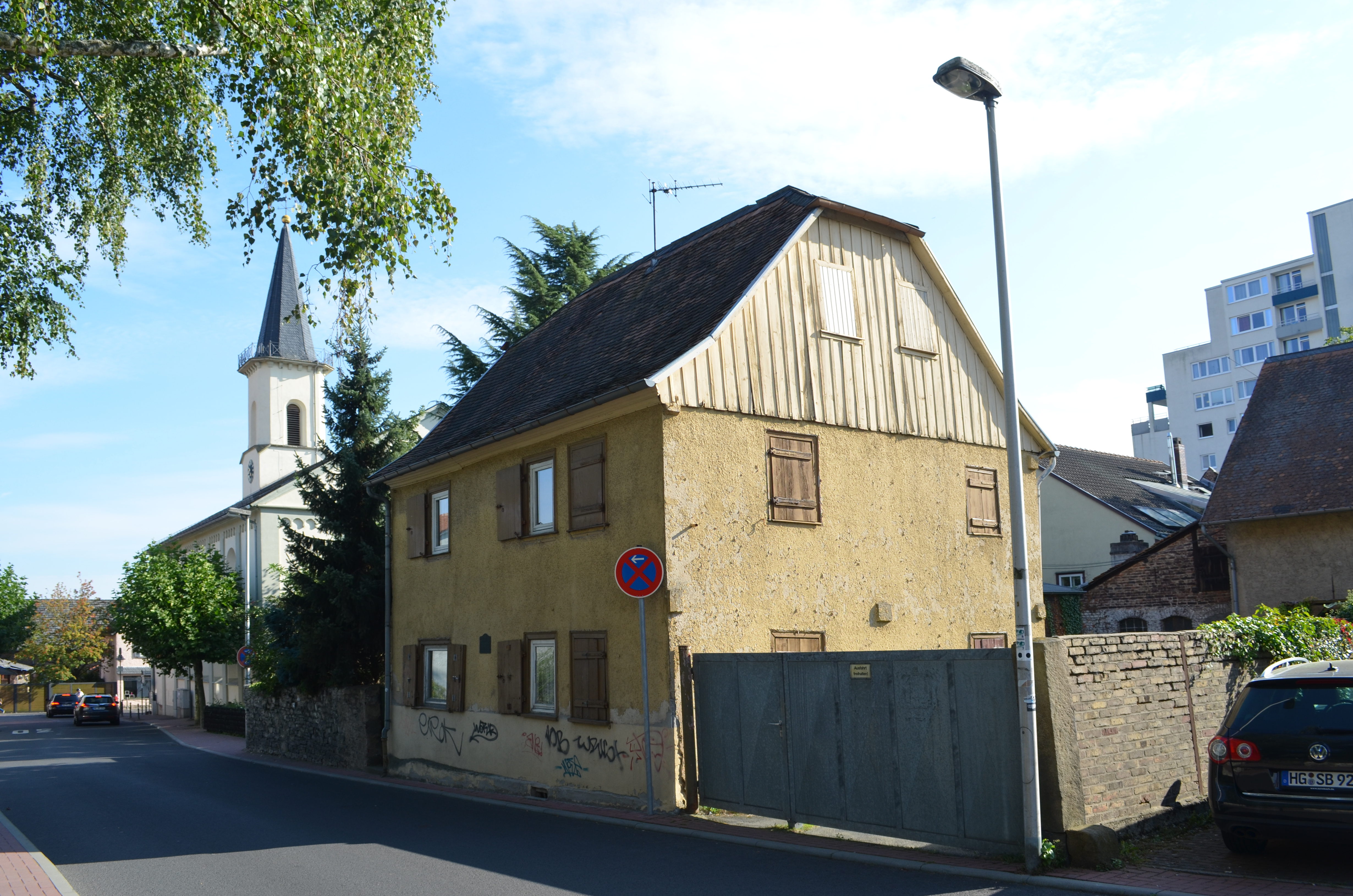
Taunusstraße 4, das Geburtshaus von Marie Blanc

Das unter Denkmalschutz stehende Haus Taunusstraße 4 in Friedrichsdorf ist das Geburtshaus von Marie Blanc.

## Geschichte
Um 1790 wurde das Haus von Christoph Stemler errichtet. 1824 wurde das Anwesen, bestehend aus Haus, Scheune, Hof, Stall und Garten an Carl Sattler verkauft. Dessen Sohn Michael Düringer erbte 1830 das Anwesen und verkaufte es 1831 an Isaac Peter Foucur. 1833 erwarb Caspar Hensel, der Vater von Marie Blanc das Haus (damalige Adresse war Kirchgasse 30) für 414 Gulden. Da seine Finanzlage nach einer Insolvenz einer mit seinem Schwager Stemler betriebenen Spinnerei schlecht war, vermietete er die untere Etage an Jean Abraham Lebeau. Am 23. September 1833 um 6:30 Uhr wurde in dem Haus Marie Hensel geboren, die später François Blanc heiraten sollte. 1840 zog Stemler mit in die obere Etage ein. 1840 heiratete Caspar Hensel in zweiter Ehe Johanette Margarethe Hartert. Aus der Ehe gingen in den folgenden 15 Jahren 10 Kinder hervor. Entsprechend voll war das Haus.
Marie Blanc erbte 1878 das Haus. Es wurde nach ihrem Tod für 4.400 Mark an Peter Henrizi und dessen Ehefrau Katharina geborene Datz verkauft. 1805 erhielt der Schwiegersohn Victor Lauer das Haus. Das Haus ist in Privatbesitz.
Aufgrund der bauzeitlich gut erhaltenen Bausubstanz und dem historischen Bezug zu Marie Blanc steht das Haus unter Denkmalschutz. Nach einem Verkauf im Jahr 2015 wurde das Haus saniert. Die 135 m² Wohnfläche teilen sich auf vier Zimmer, Küche und Bad auf.